# Алес (провінція Ористано)
Алес (італ. Ales, сард. Abas) — муніципалітет в Італії, у регіоні Сардинія, провінція Ористано.
Алес розташований на відстані близько 390 км на південний захід від Рима, 70 км на північний захід від Кальярі, 25 км на південний схід від Ористано.
Населення — 1471 особа (2014).

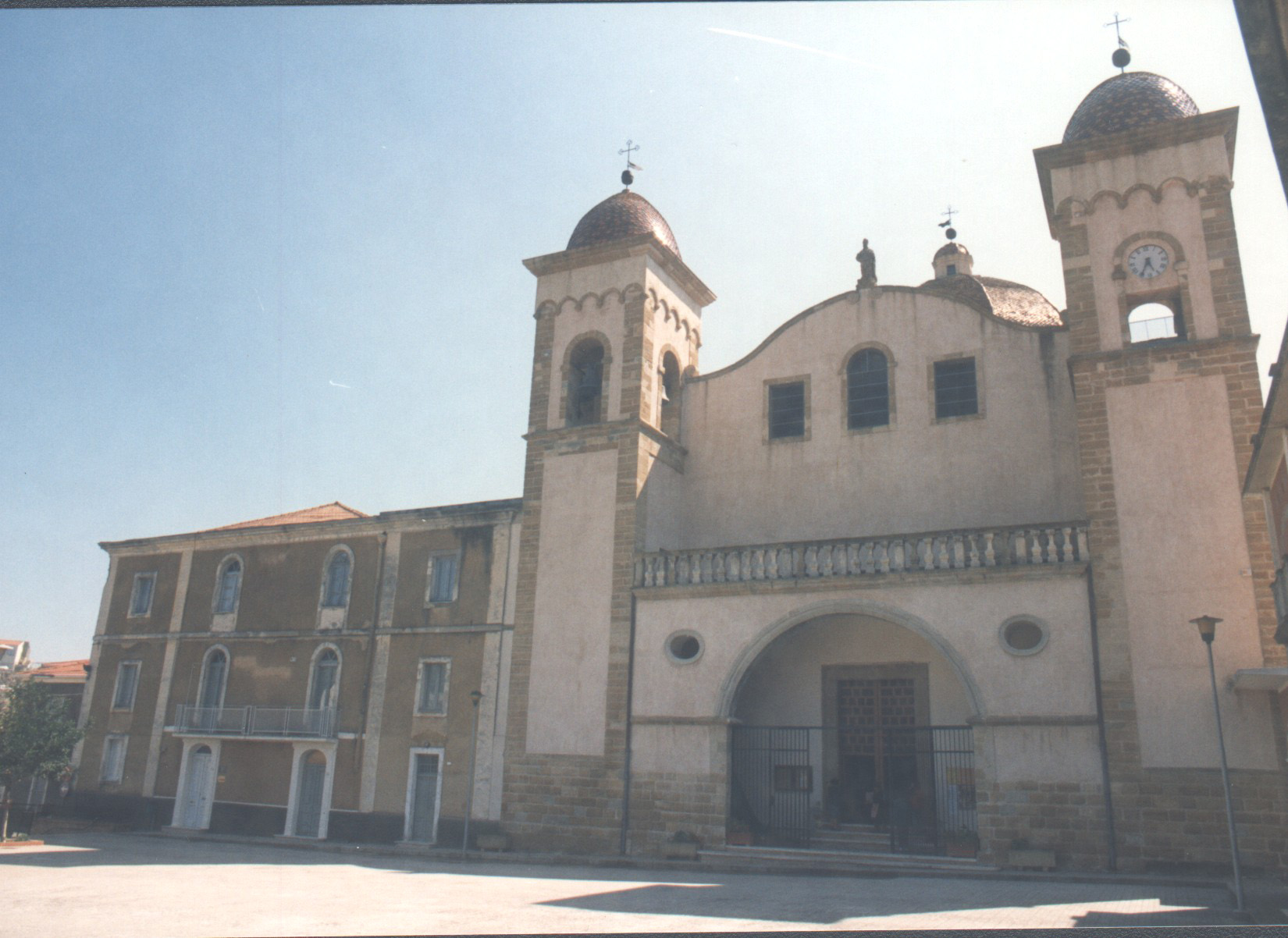

Щорічний фестиваль відбувається 29 червня. Покровитель — Santi Pietro e Paolo.

## Демографія
Населення за роками:

Станом на 1 січня 2023 року в муніципалітеті офіційно проживало 15 іноземців з 6 країн, серед них 4 громадяни країн Євросоюзу та 1 громадянин України.

## Сусідні муніципалітети
- Альбаджара
- Куркурис
- Гоннозно
- Маррубіу
- Моргонджорі
- Пальмас-Арбореа
- Пау
- Санта-Джуста
- Узеллус
- Вілла-Верде